# 太田絵里子
太田 絵里子（おおた えりこ,1975年10月 - ）は、茨城放送企画事業部アナウンサー。

## 来歴・人物
茨城県出身。茨城放送本社アナウンス室でスクーピーレポーターとして活動した後、関連会社、茨城放送プロモーション（→株式会社IBS→現・茨城放送企画事業部）に移籍する。
現在は、茨城県を中心にラジオパーソナリティ、司会業で活動している。
好きなアーティストはユニコーン、関ジャニ∞。趣味はネコと遊ぶこと。好きなスポーツはゴルフ,テニス。。

## 現在の担当番組
【茨城放送】
- 茨城放送ニュースアナウンサー（毎週火曜,日曜午後）
- 「なるほど泌尿器科」[3](茨城放送)毎週(水)14:20-14:25/(金)15:15-15:20[4]
- 「Sundayミュージックオンリクエスト」[4](茨城放送)毎週(日)9:30-11:35 (特別番組などにより休止または時間変更有)[5]

【出向出演】
- FMひたち「夕焼け小焼けafter4」(毎週木曜16:00-)

### 過去の担当番組
【茨城放送】
- スクーピーレポート[3]
- あさカツ!
- 夜生プロモ[3]
- たかとりじゅんのドキドキ!ドッキン!!
- OKです!
- もぎたてラジオ朝一番[6]

【出向出演】
- FMだいご「ホッとだいごランチボックス(水曜)」